# Foot-Ball Club
Il Foot-Ball Club è stato una squadra di calcio scozzese con sede a Edimburgo, fondata nel 1824 da John Hope. Potrebbe trattarsi del secondo club più antico della storia, sebbene le regole del calcio non fossero ancora state codificate e probabilmente praticava un gioco piuttosto diverso dal calcio odierno.
Disputò i primi incontri nel Darly Park fino al 1831, quando si trasferì al Greenhill Park, giocando esclusivamente in periodo estivo.
Nel 1833 la società calcistica scrisse il Rules of Foot-Ball Club (Regole del Foot-Ball Club), riconosciuto come il regolamento più antico.
Venne sciolto nel 1841.